# Karl von Kielmansegg (Konsul)

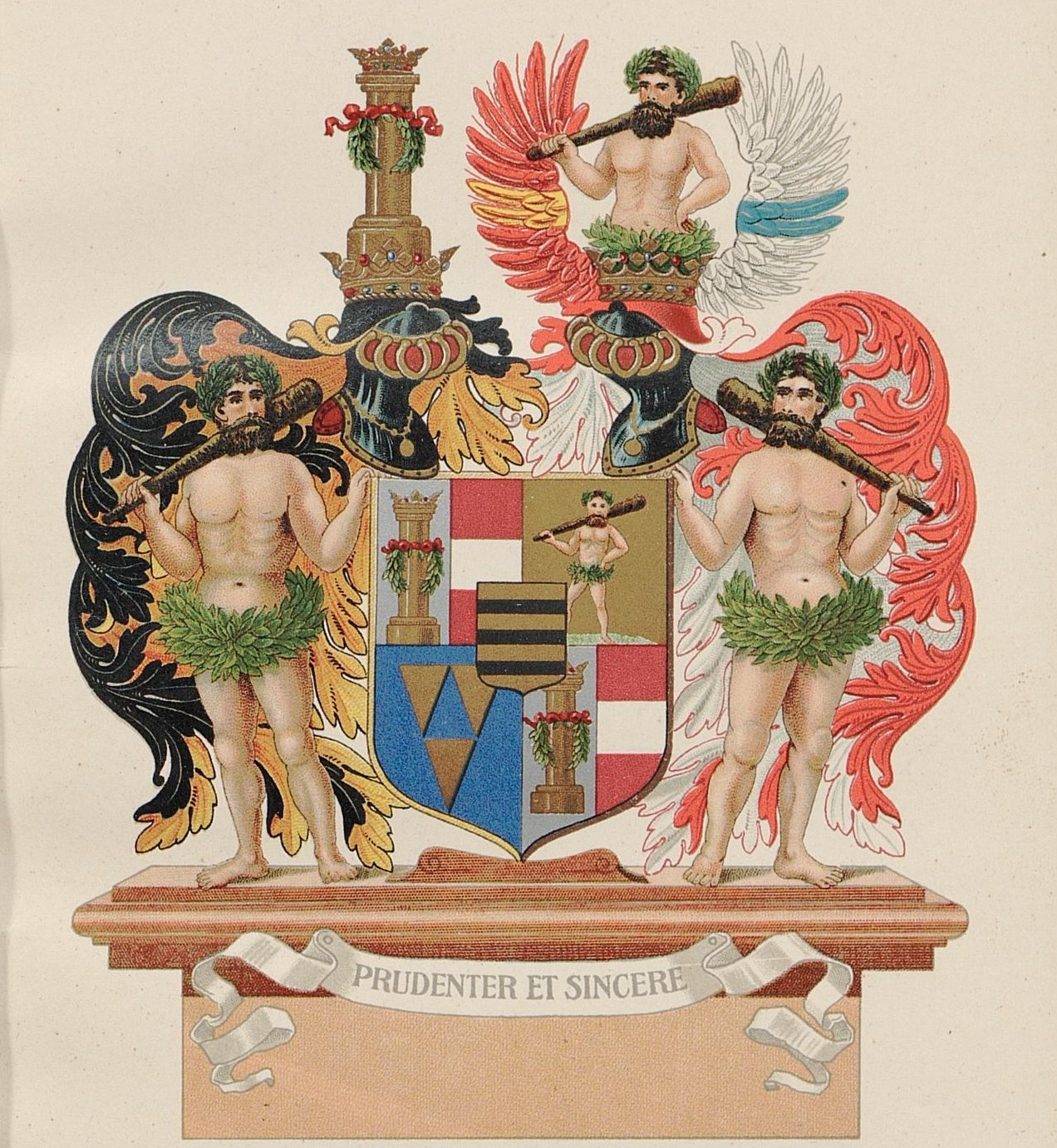
Wappen der Grafen von Kielmansegg (1723)

Karl Graf von Kielmansegg, vollständig Karl/Carl Eduard Thedel Oswald Joseph Johann Graf von Kielmansegg(e) (* 22. Mai 1871 in Zdechowitz; † 1. Juli 1953 in Hamburg) war ein k. u. k. Offizier und Diplomat. Er war der letzte Gutsherr der Familie Kielmansegg auf Gut Gülzow.

## Leben
Karl von Kielmansegg entstammte dem holsteinisch/hannoverschen Zweig der Familie Kielmansegg(e), der in besonderer Weise mit dem Welfenhaus verbunden war und mit diesem nach 1866 das Exil in Österreich teilte. Er war der das dritte Kind und der älteste Sohn des k. u. k. Generals Oswald von Kielmansegg und dessen Frau, der Sternkreuz-Ordensdame Leontine, geb. Gräfin von Paar, einer Tochter des Fürsten Karl von Paar (1806–1881). Er wurde auf dem Schloss Zdechovice der Familie seiner Mutter geboren.
Von 1881 bis 1888 absolvierte er die Theresianische Akademie in Wien und war zugleich Edelknabe am kaiserlichen Hof. Danach besuchte er noch bis zum Abitur 1892 das K.K. Deutsche Obergymnasium der Kleinseite in Prag. Wie sein Vater war er für eine Offizierslaufbahn vorgesehen. Er wurde Leutnant im k.u.k. Dragonerregiment „Herzog von Lothringen“ Nr. 7. Schon im Winter 1893/94 war seine Karriere jedoch zu Ende, und zum 1. Januar 1894 wurde er in die Reserve versetzt.

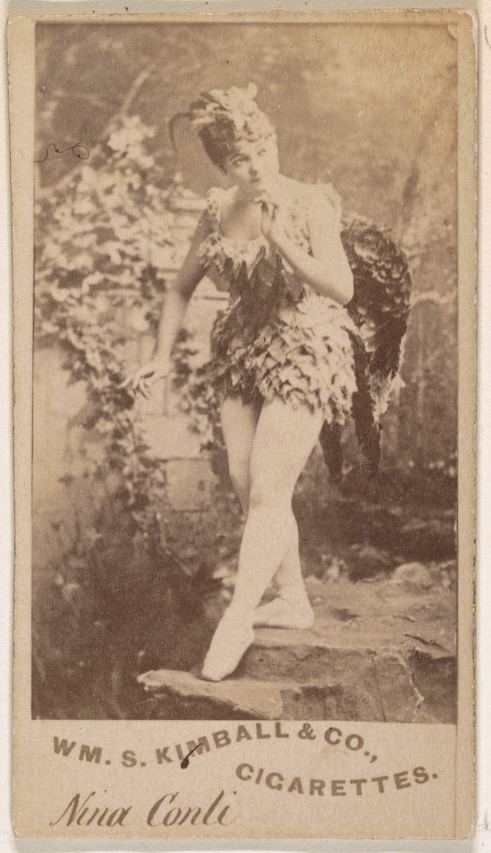
Nina Conti (1889)

Kielmansegg hatte eine nicht standesgemäße Beziehung mit der Tänzerin Nina Conti (eigentlich Nina Slanek, * 22. Juli 1867 in Krakau; † 1953 in Wien) begonnen. Sie war Elevin des Balletts der Wiener Hofoper gewesen und tanzte seit Anfang der 1890er Jahr am Stadttheater in Brünn, wo sie zur Saison 1892/93 Primaballerina wurde. Seit dem Herbst 1894 war sie Primaballerina am Deutschen Theater in Prag, der heutigen Staatsoper Prag. Während eine geheime Beziehung zwischen dem adligen Leutnant und der Tänzerin nicht ungewöhnlich gewesen wäre und zur Zeit seines Großonkels Alexander von Kielmansegg üblich war, beschlossen Kielmansegg und Conti, ihre Beziehung öffentlich zu machen und zu heiraten, was einen Skandal am Hof in Wien auslöste. Das Paar hielt gegen das Veto von Kielmanseggs Familie an ihrem Heiratsplan fest. Im Januar 1896 verreiste Nina Conti „plötzlich ohne Angabe ihres Reisezieles“, was einem Vertragsbruch gleichkam. Kielmansegg und Conti entwichen auf der Fürst Bismarck nach New York City, was den Skandal noch verschlimmerte: „seine Beziehungen zu der Tänzerin und seine Reise mit ihr nach Amerika wirbelten s. Z. in der Wiener Gesellschaft viel Staub auf“. Der New York Herald berichtete am 1. Februar 1896 in großer Aufmachung von ihrer Ankunft. Ende Januar 1896 fand ihre standesamtliche Trauung und später „in aller Stille“ die kirchliche Trauung statt. Mit gutem Gespür für die öffentlichkeitswirksame Geschichte der nunmehrigen Countess Kielmansegg nahm Oscar Hammerstein I Nina Conti unter Vertrag. Am 28. März 1896 hatte sie ihr amerikanisches Debüt in Marguerite im Hammerstein's Olympia Theater. Danach tourte sie in den USA durch Vaudeville-Theater. Die Ehe mit Kielmansegg hat aber offenbar nicht gehalten.
Kielmansegg kehrte nach dem plötzlichen und unerwarteten Tod seines Vaters im September 1896 nach Österreich zurück. 1899 trat er in den diplomatischen Dienst Österreich-Ungarns. Zuerst wurde er der Gesandtschaft in Kairo provisorisch zugeteilt. Am 28. April 1901 erfolgte seine Ernennung zum Kanzleisekretär II. Klasse. Ab Juli 1901 war er an der Gesandtschaft in Mexiko tätig, ab 28. Juli 1903 als Vizekonsul. Mit Wirkung vom 31. Dezember 1902 wurde er als Nichtaktiver dem Landwehr-Ulanen-Regiment Nr. 2 zugeteilt. Ende 1906 wechselte er an das Generalkonsulat in Zürich. Vom 25. April bis zum 16. Juli 1907 war er temporär dem Generalkonsulat in Berlin zugeteilt. Interimistischer Geschäftsträger in Amsterdam war er vom 1. August bis zum 8. Oktober 1911. Am 24. März 1912 erhielt er den Titel und Charakter eines Konsuls. Am 30. Oktober 1912 wurde ihm die Leitung des Konsulates in Warna übertragen; kurz darauf, am 5. November, erfolgte seine Beförderung zum etatmäßigen Konsul. Mit dem Ende des Ersten Weltkriegs und dem Ende der Habsburgermonarchie wurde er im Januar 1919 in den zeitlichen Ruhestand versetzt, der ein dauernder wurde. „Er hat nie ein Ansuchen um seine Pension gestellt oder eine Pensionszahlung behoben.“
Da sein Onkel Alexander von Kielmansegg ohne Nachkommen blieb, erhielt Karl von Kielmansegg nach dessen Tod 1914 als Majoratsherr den seit 1736 im Besitz der Familie befindlichen Familienfideikommiss Gut Gülzow im Kreis Herzogtum Lauenburg. Das Herrenhaus war gefüllt mit Kunstwerken aus der Familiengeschichte. Darunter befanden sich, wie Philip Treherne 1912 schrieb, ein Porträt Georgs III. von Johann Zoffany sowie aus dem Nachlass von Sophia Charlotte von Platen-Hallermund, Gräfin Darlington, ein Krönungsstuhl Georgs I., dessen Porträt von Godfrey Kneller und Porträts der Hofdamen der Königin Anne. Alexander von Kielmansegg hatte mehrere der Kunstwerke für die große Londoner Ausstellung Exhibition of the Royal House of Guelph zur Verfügung gestellt, die 1891 in der New Gallery in der Regent Street stattfand.
Nach dem Ersten Weltkrieg erfolgte die Auflösung der Familienfideikommisse. Damit wurde Karl von Kielmansegg unbeschränkter Eigentümer von Gülzow. Er konnte das Gut jedoch nicht durch die Hyperinflation und die Rezession der 1920er Jahre bringen. 1930 musste er Gülzow an den Hamburger Unternehmer Fischer verkaufen. Er zog in eine Wohnung in Hamburg. Der Verbleib der georgianischen Kunstwerke ist unklar. Der Krönungsstuhl kam nach Hamburg und später in den Kunsthandel. Die Reihe der Hofdamen, eine von Charles Jervas (nicht Kneller) gemalte Schönheitengalerie, ist jedoch erhalten und nach wie vor in Privatbesitz.

## Auszeichnungen
- k. u. k. Kämmerer (21. November 1903)
- Jubiläums-Erinnerungsmedaille 1898 für die bewaffnete Macht und die Gendarmerie (Bronze)
- Jubiläumskreuz 1908 für Zivil-Staatsbedienstete
- Franz-Joseph-Orden, Ritter (20. März 1910)
- Kriegskreuz für Zivilverdienste II. Klasse (31. August 1916)